# Notholaena hassleri
Notholaena hassleri är en kantbräkenväxtart som beskrevs av Charles Alfred Weatherby. Notholaena hassleri ingår i släktet Notholaena och familjen Pteridaceae. Inga underarter finns listade.